# Léon Denis
Léon Denis (Foug, 1º gennaio 1846 – Tours, 12 aprile 1927) è stato un filosofo e parapsicologo francese, dedito allo spiritismo.
Con Camille Flammarion e Gabriel Delanne fu il principale esponente del movimento spiritualista francese, dopo la morte di Allan Kardec. Tenne conferenze in tutta Europa, promuovendo il credo dell'esistenza di una vita ultraterrena dell'anima, presentato nelle sue implicazioni sul piano esistenziale e delle interazioni umane.
È noto come l'apostolo dello spiritismo francese.

## Biografia

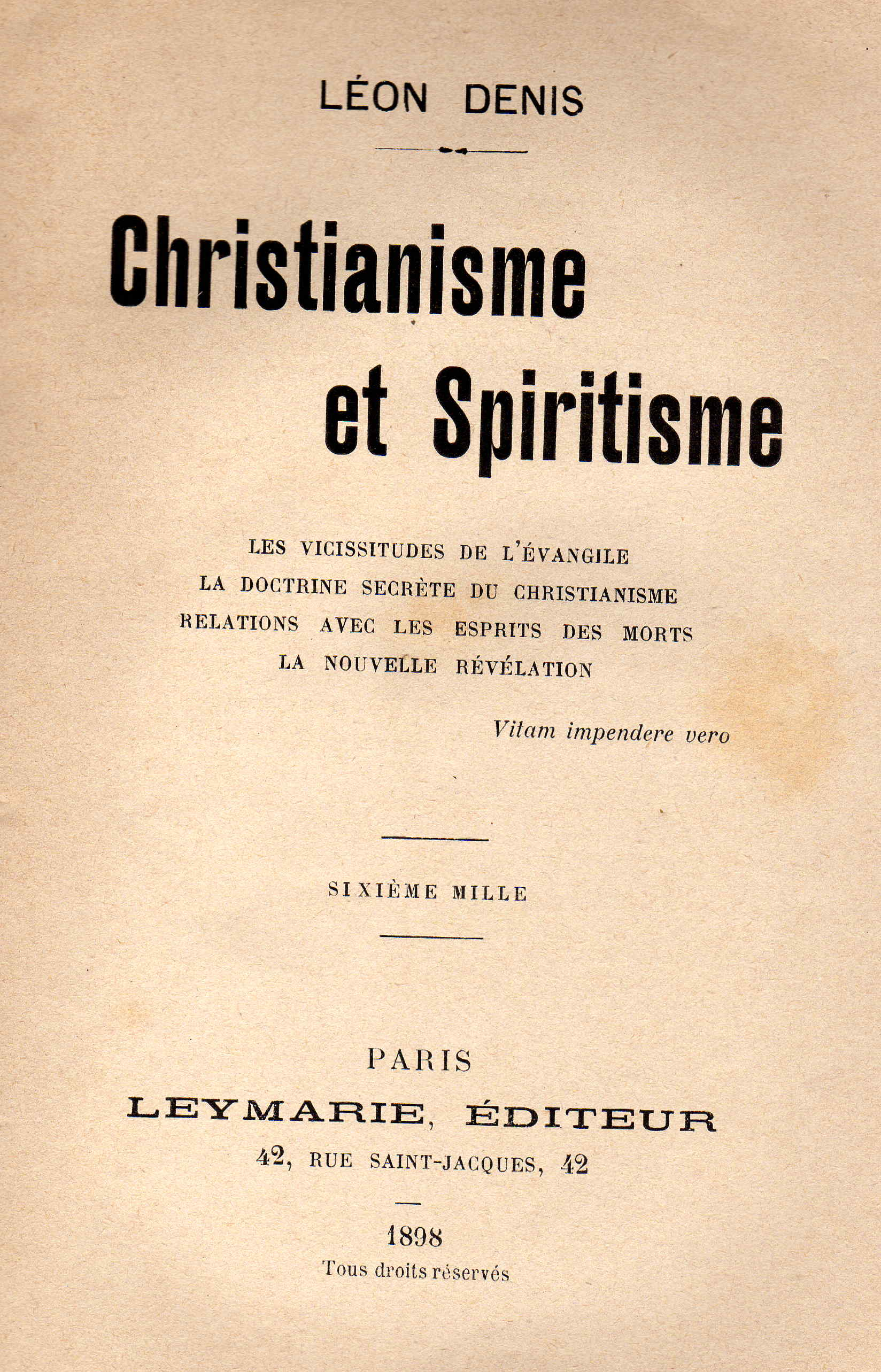
Cpertina del libro Christianisme et spiritisme

Di umili origini, dovette precocemente iniziare dei lavori manuali per necessità economiche e assumersi importanti responsabilità all'interno della sua famiglia. Allo stesso tempo, studiò come autodidatta.
Appena maggiorenne iniziò a lavorare come rappresentante commesso di un conciatore di pelli, alternando frequenti viaggi alla partecipazione ad opere e concerti, dove suonò alcune arie per pianoforte e sue composizioni. 

La lettura del "Libro degli spiriti" di Kardec lo indusse ad affermare: «ho trovato in questo libro la soluzione chiara, completa e logica al problema universale. La mia convinzione è diventata forte. La teoria spiritualista dissipò la mia indifferenza e i miei dubbi».
Sulle orme del nonno Francisco, ex soldato napoleonico, fu arruolato nella Guerra franco-prussiana del 1870, durante la quale organizzò sedute spiritiche per alcuni commilitoni e gerarchi, attività che proseguì anche al termine del conflitto quando si stabilì a Tours.

Intraprese quindi studi sullo spiritualismo e sulla medianità, approfondendo gli aspetti morali della dottrina e, soprattutto, riaffermando i postulati che Kardec aveva trasmesso nei libri della dottrina spiritualista. Quest'attività orale e scritta consolidò i fondamenti del movimento spiritista, traghettandolo nei primi decenni del XX secolo.
Avversò il materialismo e l'ateismo, difendendo la tesi della natura dell'anima ordinata all'eternità, secondo una leggenda aiutato dall'invocazione spiritistica del teologo polacco Girolamo da Praga (1370-1416). Membro della massoneria francese, fervente repubblicano e portavoce della sua loggia, la sua vista iniziò a calare dal 1910, ma ciò non gli impedì di imparare il braille per continuare a documentarsi e a scrivere durante la prima guerra mondiale.
Esercitò una forte influenza su Luois Antoine, fondatore del movimento spiritista belga antoinismo, in particolare riguardo alla fede nella reincarnazione..
Egli stesso sintetizzò la sua opera e missione spirituale con le seguenti parole: "Ho consacrato la mia esistenza al servizio di questa grande causa che è lo spiritismo o lo spiritismo moderno, che diventeranno di certo la fede e la religione universale del futuro".

## Cristianesimo e spiritismo
Christianisme et Spiritisme è un libro di Léon Denis pubblicato per la prima volta nel 1898 e poi regolarmente ristampato. L'autore rigetta il Magistero della Chiesa Cattolica romana, in particolare la dogmatica e l'esegesi biblica, ponendosi in questo modo nell'ambito dell'eresia e di una dottrina incompatibile col Cattolicesimo.
Il testo sostiene che lo spiritismo moderno ripropone una teoria e una vita similari ai principi del Cristianesimo primitivo, dichiarando che in tutte le epoche sono esistiti fatti paranormali e quasi tutti i grandi missionari e fondatori di religioni furono anche dei medium ispirati da entità spirituali.
La religione cristiana è riletta in chiave universalistica e sincretistica, in un tentativo di sintesi fra molteplici religioni e filosofie.
(Léon Denis, Christianisme et Spiritisme, capitolo 11)
(Léon Denis, Christianisme et Spiritisme, prefazione)

## Opere
- Le Pourquoi de la Vie (1885 & Librairie des Sciences Psychologiques, 1892)
- Christianisme et spiritisme (Leymarie, 1898)
- Après la mort (Librairie des sciences psychiques, 1905)
- Le probleme de l'etre et de la destinée
- Dans l'invisible, spiritisme et médiumnité (Librairie des Sciences Psychiques, 1911)
- Le Monde invisible et la guerre (Librairie des sciences psychiques, 1919)
- Jeanne d'Arc, médium
- L'au-dela et la survivance de l'etre
- La grande énigme, Dieu & l'univers (Librairie des sciences psychiques, 1921)
- Esprits et mediums: étude et pratique du spiritualisme experimental et de la médiumnité (1921)
- Le génie celtique et le monde invisible